# Centre Europe de Charleroi
Le Centre Europe de Charleroi est un immeuble à appartements situé à l'angle de la rue du Commerce et de la rue du Collège à Charleroi (Belgique). Il a été construit entre le 1965 et le 1968 par les architectes Jean Yernaux et Frans Laurent pour Koeckelberg & Fils.

## Histoire

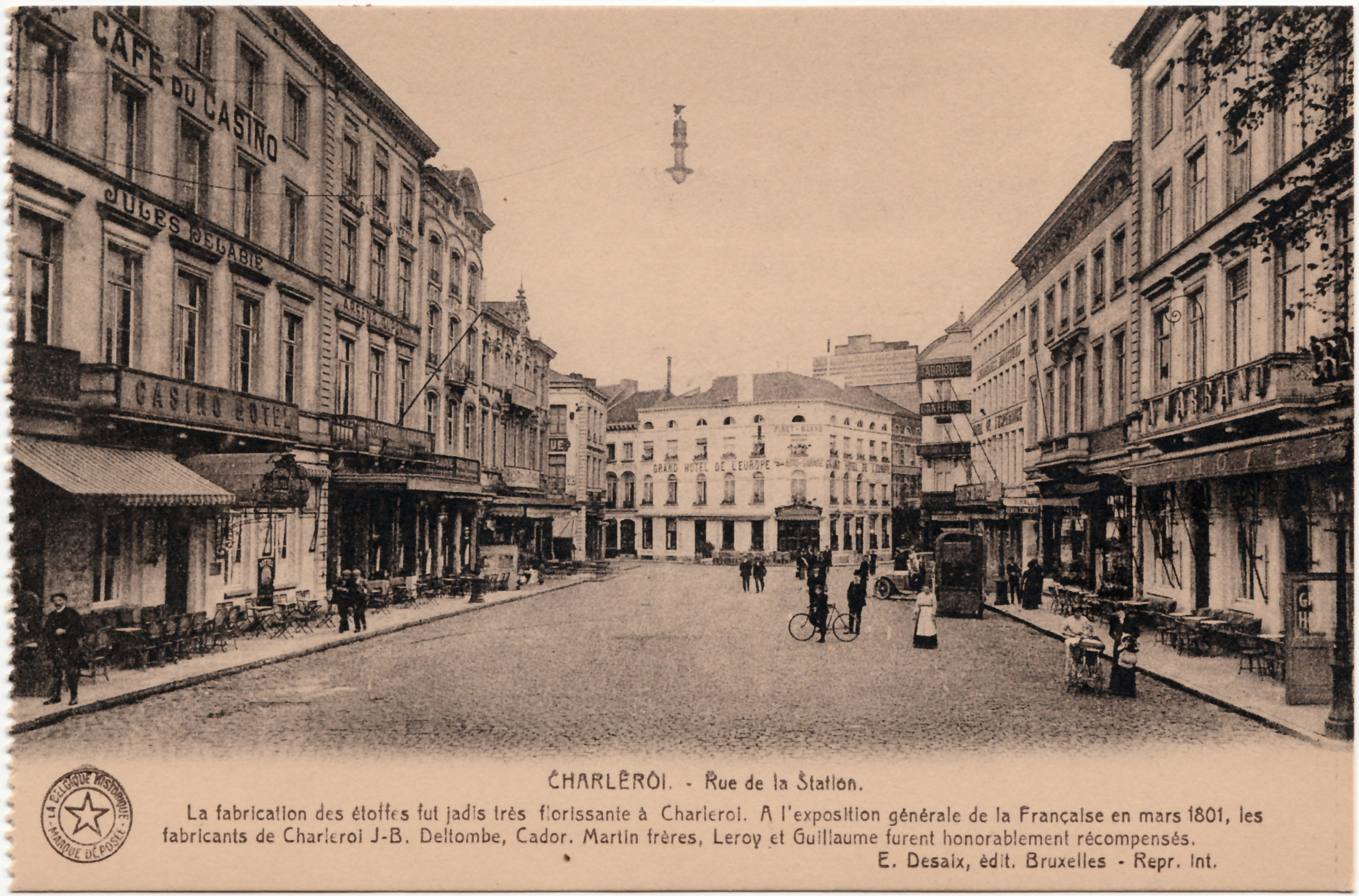
Place Émile Buisset et le Grand Hôtel de l'Europe à l'emplacement du Centre Europe (vers 1920).

## Architecture
Le bâtiment est une résidence de 15 étages d'une hauteur de 56 m située en face de la gare de Charleroi-Central. Il est situé au bout de la place Buisset et à côté de l'entrée sud du centre commercial Rive Gauche. Le Centre Europe est un repère visuel pour ceux qui entrent dans la ville depuis la gare ferroviaire et la station des busses,.

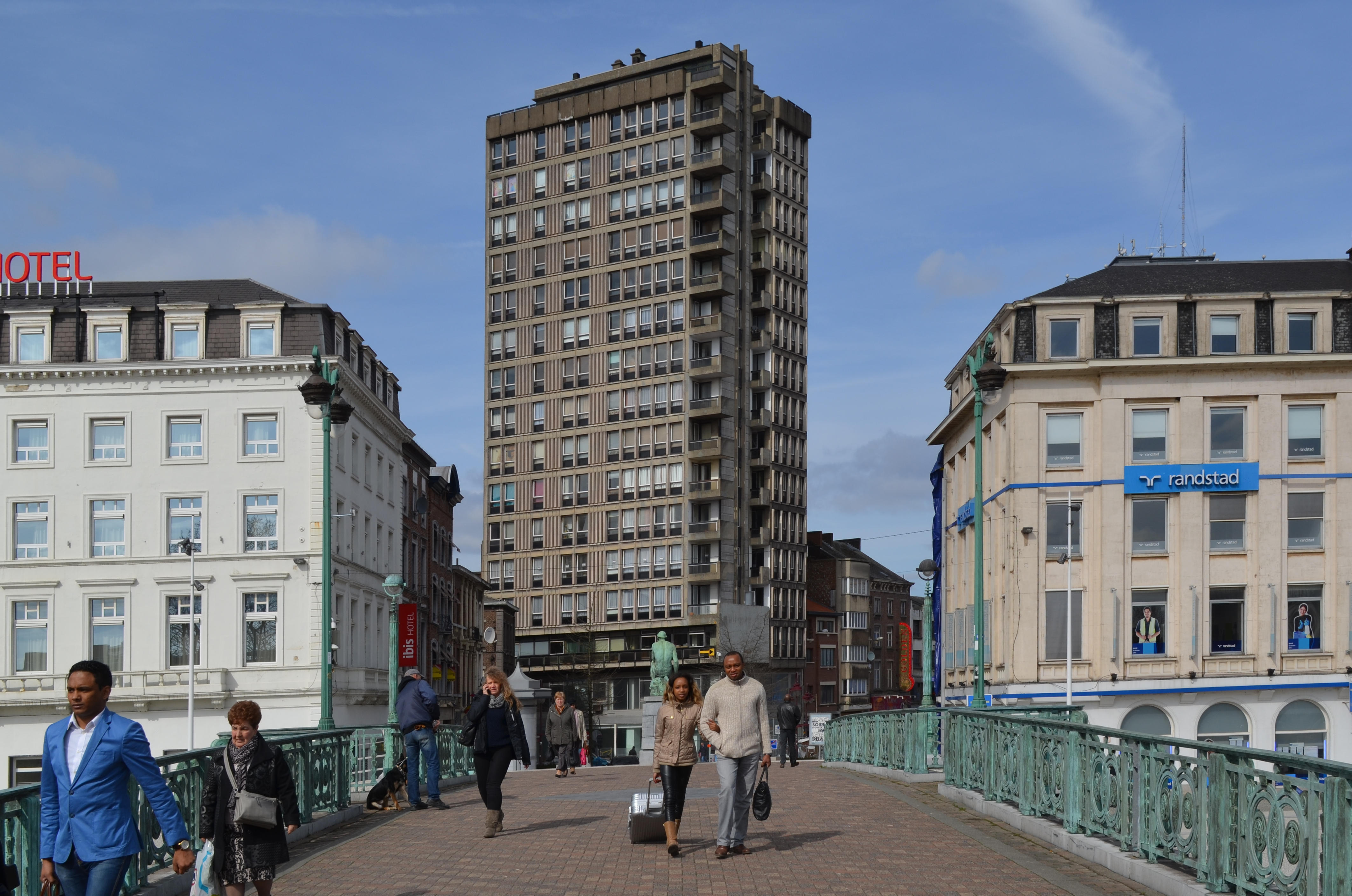
L'immeuble avant la rénovation de 2021.

Le programme architectural de ce bâtiment comprend pour les 13 derniers étages des appartements, avec quatre unités par étage. La configuration de chaque appartement varie de une à quatre chambres. Au rez-de-chaussée et à l'entresol se trouvent les commerces caractérisés par une façade entièrement vitrée. Un choix qui veut alléger le soubassement et qui veut marquer la relation entre partie publique et partie résidentielle. Le système de revêtement des logements consiste en un mur-rideau en éléments préfabriqués en béton. Cette solution qui donne un jeu dynamique entre les reliefs du bardage et les balcons d'angle qualifie les espaces intérieurs. La tour, pour l'époque où elle a été construite, était innovante en termes d'isolation thermique et acoustique. Il dispose également d'un système de chauffage électrique combiné à un système de filtrage et de renouvellement de l'air intégré au seuil du châssis. Ce système a été construit sur la base d'un modèle suédois.